# Гимназия „Христо Ботев“ (Дупница)
Вижте пояснителната страница за други значения на Гимназия „Христо Ботев“.
Профилирана гимназия „Христо Ботев“ е гимназия в град Дупница, основана през 1880 г. с привременен устав на княз Александър Дондуков-Корсаков. Носи името на революционера и поет Христо Ботев. В училището учат около 500 ученици, приети след V и VII клас.
Паралелките след VII клас са (3 с интензивно изучаване на английски език):
- Хуманитарен профил – български език и литература.
- Природоматематически профил – математика.
- Природоматематически профил – биология.
- Приложно програмиране – информационни технологии.
- Паралелката след V клас е една, създадена за учебната 2025/2026 г.
- Математическа паралелка – интензивно изучаване на математика.